# Grand National

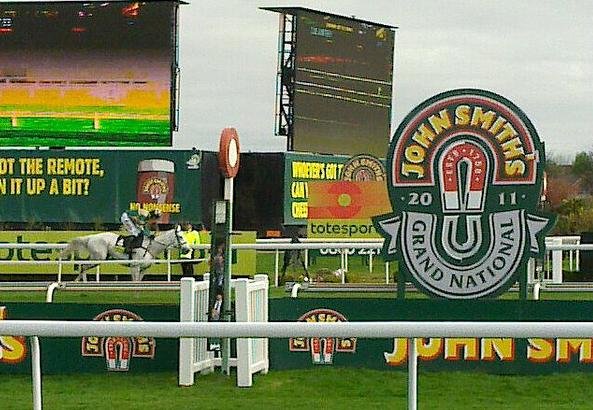
Grand National im Jahr 2011

Das Grand National (eigentlich Grand National Hunt Handicap Horse Race) ist das berühmteste und höchstdotierte Pferdehindernisrennen im Vereinigten Königreich. Es zählt weltweit zu den Rennen mit den höchsten Wetteinsätzen und besten Gewinnprämien. Wegen seiner Gefährlichkeit für Pferde und Reiter wurde das Rennen oft kritisiert. Es treten dort nur selten die besten Hindernis-Pferde an, weshalb es auch nur einen Gruppe-III-Status genießt. Sportlich wesentlich höher angesehen ist das Gruppe-I-Rennen Cheltenham Gold Cup, das gemeinhin als das bedeutendste Hindernisrennen der Welt gilt.

## Geschichte
Das Rennen wird seit 1836 regelmäßig ausgetragen, wobei die Anerkennung der Jahre 1836–38 von einigen Historikern abgelehnt wird. In den Jahren 1916–18 fanden die Rennen auf dem Gatwick Racecourse, der heute im Flughafen Gatwick aufgegangen ist, statt. Diese Jahre werden von manchen Historikern nicht als Grand National gewertet und entsprechend ausgeschlossen. Aufgrund der COVID-19-Pandemie wurde das Rennen im Jahr 2020 abgesagt. Im Jahr 2021 gewann erstmals eine Frau mit ihrem Pferd das Grand National.

## Austragungsmodus

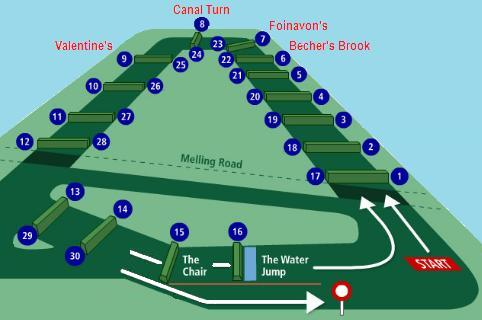
Plan des Grand National auf dem Aintree National Circuit

Üblicherweise findet das Rennen an einem (zumeist dem ersten) Samstag im April auf der Pferderennbahn von Aintree bei Liverpool statt. Dabei müssen zwei Runden mit einer Gesamtlänge von 7,2 km (4,5 Meilen) zurückgelegt und 30 Hindernisse (davon 14 zweimal) überwunden werden. Das Rennen wird als Ausgleichrennen (engl. Handicap) ausgetragen, d. h. die teilnehmenden Pferde tragen unterschiedliche Gewichte in Abhängigkeit von ihrer bisher in Rennen gezeigten relativen Leistungsstärke zueinander. Seit einigen Jahren ist aus Sicherheitsgründen die Größe des Teilnehmerfeldes auf maximal 40 Pferde begrenzt.
Einige der Sprünge tragen Namen (z. B. »Valentine’s Brook«, »Canal Turn«, »The Chair«) und sind besonders schwierig. Das berühmteste Hindernis ist Nr. 6 »Becher’s Brook« mit einem heute allerdings abgedeckten Graben auf der tiefer liegenden Aufsprungseite. Es ist benannt nach Captain Martin Becher, der hier 1839 stürzte.

## Kritik am Rennen
Nach dem Rennen von 1989 begann man Hindernisse und Kurs zu verändern, um der großen Zahl von Stürzen mit für die Pferde oft tödlichem Ausgang entgegenzuwirken. Die Anzahl der Starter ist jetzt auf 40 Pferde begrenzt und das Höchstgewicht wurde wiederholt gesenkt. Verschiedene Hindernisse wurden verändert, darunter der bekannte Becher’s Brook, dessen Graben nun geschlossen ist, die Absprung- bzw. Landehöhen von Hindernissen wurden verändert und es ist inzwischen durch eine Verbreiterung der Rennstrecke auch möglich, Hindernisse zu umgehen, um zu verhindern, dass Pferde in bereits gestürzte Pferde hineinspringen müssen. Trotzdem gab es auch 2011 und 2012 noch je zwei tödliche Stürze von Pferden, wovon sich jeweils einer am Becher’s Brook ereignete. Darum gibt es noch immer Proteste von Tierschützern gegen das ihrer Meinung nach unzeitgemäße Rennen. Die immer noch große Zahl der Stürze und daraus resultierenden Verletzungen der Pferde sei den Tierschützern zufolge nicht zu rechtfertigen. Die Rennleitung verweist im Gegenzug aber auf die große Tradition des Rennens und die bereits erfolgten und andauernden Veränderungen an der Strecke.
Anfang 2013 wurde bekanntgegeben, dass der Aufbau der Hindernisse verändert werden soll. So soll sich an der Gestalt der Hindernisse nichts ändern, der Kern der Hindernisse soll jedoch aus leichter nachgebendem Material, beispielsweise aus Plastik, bestehen.
Im April 2023 forderten Aktivisten ein Verbot solcher Wettbewerbe, nachdem in diesem Jahr erneut drei Pferde zu Tode gekommen waren. Nach Angaben der Tierschutzorganisation League Against Cruel Sports sind in den Jahren von 2000 bis 2023 62 Pferde auf der Pferderennbahn ums Leben gekommen.

## Trivia
Im Rahmen des Grand National werden in Großbritannien im Freundeskreis bzw. im Kreis der Arbeitskollegen regelmäßig Sweepstakes veranstaltet; die benötigten Unterlagen für dieses Lotteriespiel werden von vielen Zeitungen und der BBC zum Download zur Verfügung gestellt.